# Jakub Neužil
Jakub Neužil (* 9. listopadu 1994 Praha) je český lední hokejista hrající na postu brankáře. Při hokejové kariéře vystudoval na Vysoké škole ekonomické obor podniková ekonomika a management. Bakalářský stupeň dokončil úspěšnou obhajobou práce nazvané „Strategická analýza Pivovaru ZUBR, a.s.“.

## Život
S ledním hokejem začínal ve svém rodném městě, v tamním klubu Sparta. Postupně za ni nastupoval i v mládežnických věkových kategoriích. Mezi muži se prvně představil v sezóně 2014/2015. Nebylo to však ve Spartě, nýbrž ve vrchlabském Stadionu, který tehdy hrál druhou ligu, tedy třetí nejvyšší soutěž v České republice. Po sezóně přestoupil do Prostějova, ale během ročníku nastoupil v rámci hostování i za valašskomeziříčský klub. Prostějovským Jestřábům zůstal věrný až do sezóny 2019/2020, během které navíc hostoval v Kadani a také ve Spartě, za níž ovšem k soutěžnímu zápasu nenastoupil. Na sezónu 2020/2021 ale do Sparty již z Prostějova přestoupil. V průběhu ročníku navíc ze Sparty hostoval v sokolovském Baníku.